# 丁
【丁】 — китайський ієрогліф. Один з 996 ієрогліфів, обов'язкових для вивчення в японській початковій школі.Часто використовується на письмі в японській мові.

## Значення
1. четвертий; темний вогонь (в системі китайського календаря).
2. сильний, повний енергії.
3. муж, чоловік; працездатний; чоловік віком 20-59 років.
4. працівник, робітник.
5. кріпак, слуга; раб.
6. дістатися, досягнути.
7. (яп.) тьо
1) скорочення ієрогліфа 町:
1.1) містечко, квартал (в поштовій адресі).
1.2) одиниця довжини (109,090909 м).
2) парне число. Антонім 半.
3) рахунковий суфікс для паперу, тофу, страв та напоїв

Ключ: 1 (一 + 1);  Кількість рисок: 2.
Введення ієрогліфа методом цанзє: 一弓 (MN); Введення ієрогліфа чотирикутним методом: 10200. .

## Прочитання
| Китайська         |                             |                   |                   |                 |                 |
| Мандаринська мова | Мандаринська мова           | Мандаринська мова | Мандаринська мова | Кантонська мова | Кантонська мова |
| чжуїнь            | піньїнь                     | Вейд-Джайлз       | кирилиця          | ютпхін          | Єль             |
| ㄉㄧㄥ ㄓㄥ       | dīng (ding1) zhēng (zheng1) | ting1 cheng1      | дін чжен          | ding1           | ding1 jang1     |

| Корейська |         |               |              |          |          |
|           | хангиль | стара латинка | нова латинка | Єль      | кирилиця |
| Звук:     | 정      | chŏng         | jeong        | ceng     | чон      |
| Назва:    | 장정    | changjŏng     | jangjeong    | cangceng | чанджон  |

| Японська |                      |                     |                     |
|          | кана                 | латинка             | кирилиця            |
| Он:      | てい ちょう とう     | tei chō tō          | тей тьō тō          |
| Кун:     | ひのと あたる よぼろ | hinoto ataru yoboro | хіното атару йоборо |
| Ім'я:    | あつ のり つよし     | atsu nori tsuyoshi  | ацу норі цуйосі     |